# اسلیمی

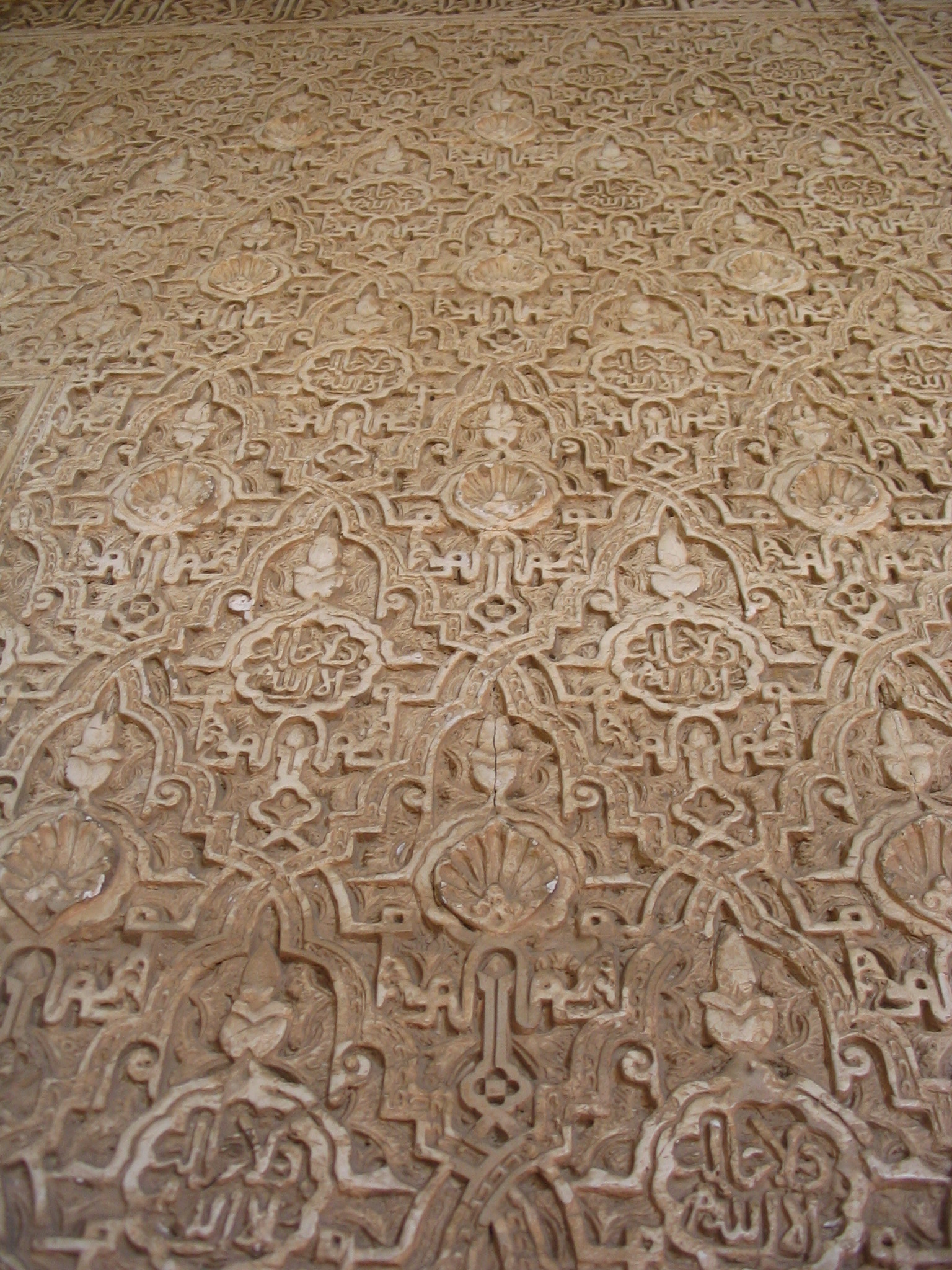
تزئینات اسلیمی در کاخ الحمرا، دورهٔ اسلامی اسپانیا

اِسلیمی که در اروپا با نام Arabesque به معنای «عربی» شناخته می‌شود نوعی نقوش تزیینی به شکل شاخ و برگ گیاهان، گل پیچک یا خطوط صاف و منظم است که گاه با عناصر دیگری همراه می‌شود.
اسلیمی گونه‌ای از نقش و نگار است شامل خط‌های پیچیده و منحنی‌ها و قوس‌های دورانی مختلف که در تزئینات و کتیبه‌ها و بعضی دیگر از کارهای نقاشی ترسیم می‌کنند. اسلیمی گاهی به صورت نقش اصلی و زمانی همراه با دیگر طرحها، در معماری، کتاب‌آرایی و هنرهای صناعی به‌کار رفته‌است.
عبارت اسلیمی منسوب به اِسْلیم، صورت ممال واژهٔ اسلام است و به این جهت گاهی آن را اسلامی نیز خوانده‌اند. اسلیمی یکی از هفت نقش اصلی در نگارگری سنتی ایران است. اسلیمی نمودار تجریدی «درخت زندگی» یا صورت عام درخت به ویژه درخت تاک است که با گردش‌ها و پیچش‌های پی در پی و هماهنگ شاخه‌های آراسته به برگ‌ها و نیم برگ‌ها و گره‌های آن از پایه‌ای که بند اسلیمی خوانده می‌شود، می‌روید و با نظمی خاص و شکلی چشم‌نواز که میان اجزاء آن وجود دارد، طرحی ویژه از درخت را ارائه می‌دهد. تمام منحنی‌های اسلیمی جهتی به درون و جهتی به بیرون دارند که جزء ذات اسلیمی است که این گرایش به بی‌نهایت دارد و نشانی از جاودانگی در اسلیمی به‌شمار می‌رود. اسلیمی طرحی است متشکل از قوس‌های دورانی زیبا که با چنگ‌ها، ماهیچه‌ها، سرچنگ‌ها، گره‌ها و انشعاب‌های مناسب کامل می‌شود و زیبایی و شکوه خاصی را دربر می‌گیرد.

## پیشینه

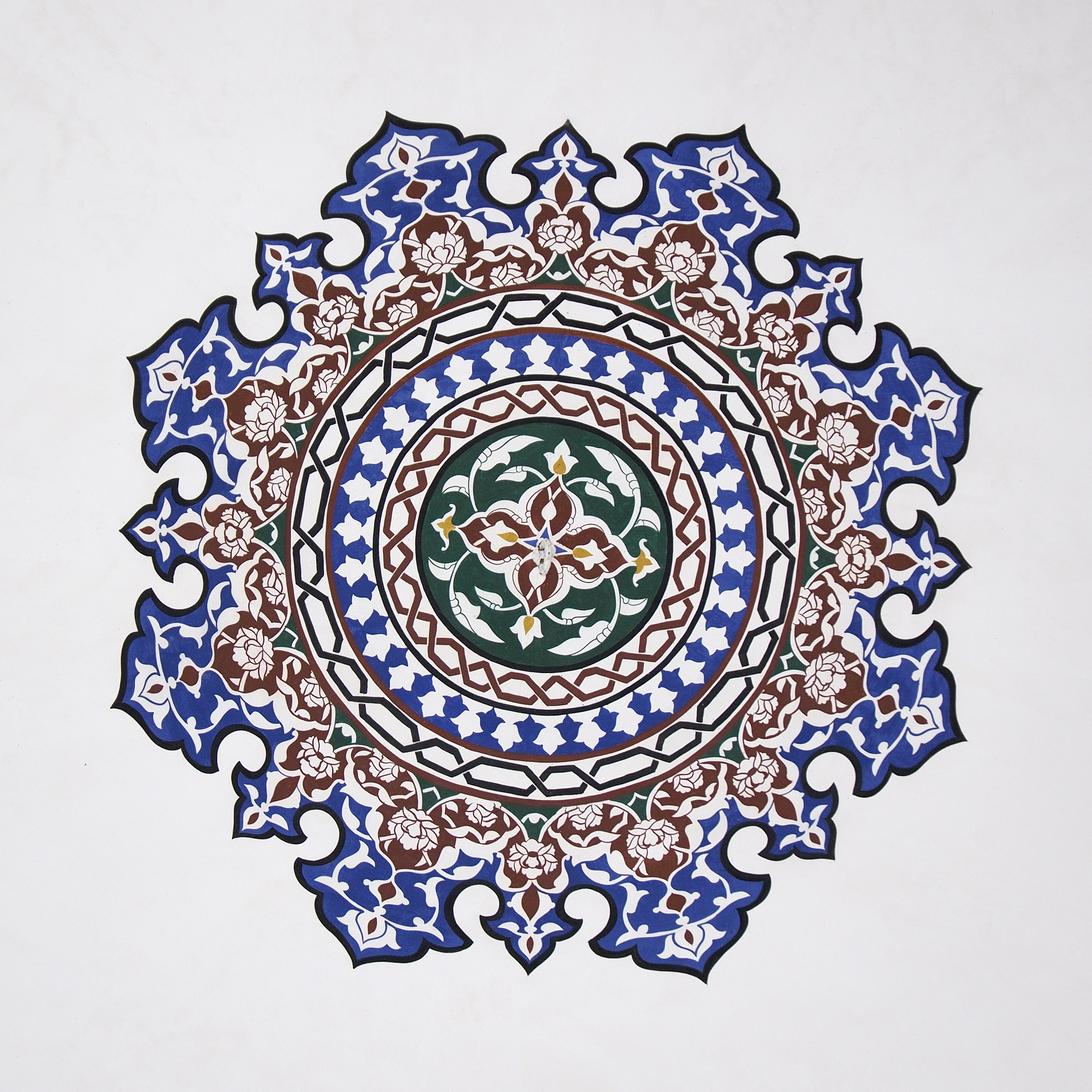
طرحی اسلیمی در مسجدی در جمهوری مقدونیه

انتزاعی کردن نقش‌های گیاهی و جانوری دست کم از هزارهٔ ۴ پ،م، یعنی در هنر مصر باستان و تمدن‌های میانرودان رواج داشته و بعدها به دیگر تمدن‌های غربی هم از جمله یونان و روم راه یافته‌ است.
در هنر به کار رفته در تخت جمشید به تجسم انسان و حیوان گرایش بیشتری وجود دارد و به نقش‌های گیاهی کمتر پرداخته شده‌ است.
آثار بر جای مانده از دورهٔ اشکانی (۲۵۰ پ م - ۲۲۴ م) می‌توان نقش‌های گیاهی را دید که تأثیر گرفته از معماری هلنی پس از دوران سلوکیان است. برخی از نقوش این دوره را می‌توان پیشینهٔ طرح‌های گیاهی در ایران به‌ شمار آورد و به نمونه‌های بسیار استادانه از طرحهای گیاهی بر سنگ‌نگاره‌ها، گچ‌بری‌ها و اشیاء فلزی برمی‌خوریم. در آثار این دوره همچون گذشته، اسلیمی گاه به صورت نقش اصلی و گاهی به جای حاشیهٔ تزیینی به‌کار رفته‌ است.
در دورهٔ ساسانی نقش‌های گیاهی بیشتر در حجاری‌ها و گچبری‌های این دوره دیده می‌شود و می‌توان چیره‌دستی هنرمندان ایرانی در معماری را مشاهده کرد.
پس از حملهٔ اعراب به مناطقی که قبلاً تحت نفوذ امپراتوری روم شرقی و ساسانیان بودند، معماری این دو ملت بزرگ وارد هنر اسلامی گردید به خصوص معماری روم شرقی یا معماری بیزانسی، می‌توان گفت هنر بیزانس زمانی وارد هنر اسلامی گردید که هشام بن مروان خلیفهٔ اموی می‌خواست برای گسترش مسجد پیامبر و ساخت مسجد جامع در دمشق که بعدها به مسجد اموی دمشق معروف شد، معماران و مهندسانی از قسطنطنیه مرکز امپراتوری روم شرقی بیاورد.
پس از آن معماران مسلمان به‌ دلیل اینکه نمی‌توانستند از طرح‌های حیوانی و مجسمه‌ها در معماری استفاده کنند زیرا در دین اسلام بت‌پرستی و حرام به‌ شمار می‌آمد، فقط از طرح‌های گیاهی استفاده می‌کردند که از معماران بیزانس و ایرانی آموخته بودند به تدریج با متمدن شدن جامعهٔ مسلمان طرح‌های گیاهی اولیهٔ بیزانسی که بسیار ساده بودند، به طرح‌هایی بسیار پیچیده و به شکل امروزی آن درآمدند که می‌توان کاربرد آن را در معماری مساجد و بناهای اسلامی مشاهده کرد.
در دورهٔ عباسیان طرح‌های اسلیمی به وفور در معماری اسلامی استفاده می‌شدند، می‌توان گفت نقطهٔ اوج طرح‌های اسلیمی در گچبری‌های معماری اندلس به‌شمار می‌آید.
در هنرهای اروپایی نیز از جمله گوتیک و باروک می‌توان تأثیر نقوش اسلیمی را به وفور مشاهده کرد که در گچبری‌ها، فلز کاری‌ها و دیگر هنرهای اروپایی وجود دارد و در اروپا به نام arabesque رواج پیدا کرده‌ است زیرا نخستین بار و به شکل امروزی آن در کشورهای اسلامی دیده می‌شود.

## نقوش اسلیمی در ایران پس از اسلام
هنرمندان ایرانی نیز دورهٔ اسلامی طرح‌های اسلیمی را زینت‌بخش دست آفریده‌های هنری خود ساختند، و به نوآوری‌هایی نیز پرداخته‌اند. رونق و گسترش سفالگری و کاربرد روزافزون سفالینه، اسلیمی را از نخستین سده‌های هجری به نگارهٔ سفالینه تبدیل کرد. اسلیمی گاهی به صورت نقش اصلی و زمانی همراه با دیگر طرحها، سفالینه‌های نقش دار دورهٔ اسلامی ایران را آراسته‌ است.
در بناهای سده ۴ تا ۶ ق که از دوره‌های پربار و درخشان تاریخ هنر ایران به‌شمار می‌آید، گوناگونی و نوآوری در طرحهای اسلیمی چشمگیر است و در آثار سدهٔ ۶ ق نوعی از اسلیمی‌هایی در آثار گچبری یا آجربری نقشبندی شده‌ است که به نظر می‌رسد از برگ گیاه خاصی الهام گرفته شده‌اند. درون این اسلیمی‌ها حالت رگ برگ‌های موازی دیده می‌شود که به احتمال زیاد بیانگر برگ‌های یک نوع پیچک است که برگ‌های قلب مانند دارد و بعد از رشد به دور خود می‌پیچد. حتی فرم گردان آن نیز به نوعی نمایانگر گردش پیچک است.
از سده ۵ ق کاربرد اسلیمی در هنر کتاب‌آرایی نیز جایگاهی ویژه یافت. نقش داخل شمسه ها و ترنج ها در تذهیب آثار خطی جایگاهی تازه برای اسلیمی‌های بسیار ظریف بودند.
اسلیمی که در هنر تزیینی گچ‌بری تا سدهٔ ۸ قمری جایگاهی ویژه داشت، کاربرد فراگیر و گستردهٔ کاشی معرق و خشتی در معماری ایران به ویژه در بناهای مذهبی از این سده رو به فزونی نهاد. این گستره، بستر تازه‌ای برای هنرمندان طراح اسلیمی فراهم آورد. اگر پیش از این اسلیمی های گچ‌بری شده را تنها در درون بنا می‌دیدیم، از این هنگام هم درون و هم بیرون بنا را آراسته به کاشی با طرحهای گوناگون از جمله اسلیمی می‌یابیم.
در سدهٔ ۹ ق که این طرح کهن تکامل یافته نام اسلیمی به خود گرفت، با اوجی از کاربرد آن در تمام شاخه‌های هنرهای تزئینی ایران از کتاب آرائی گرفته تا کنده‌کاری بر چوب و سنگ رو به رو هستیم در این سده اسلیمی یکی از رایج‌ترین نقشها در کاشی‌کاری است. قالیها و قالیچه‌های بازمانده از این سده با طرح‌های اسلیمی بر متن و حاشیه، نشان از گسترش کاربرد این طرح در هنر قالی‌بافی دارد.

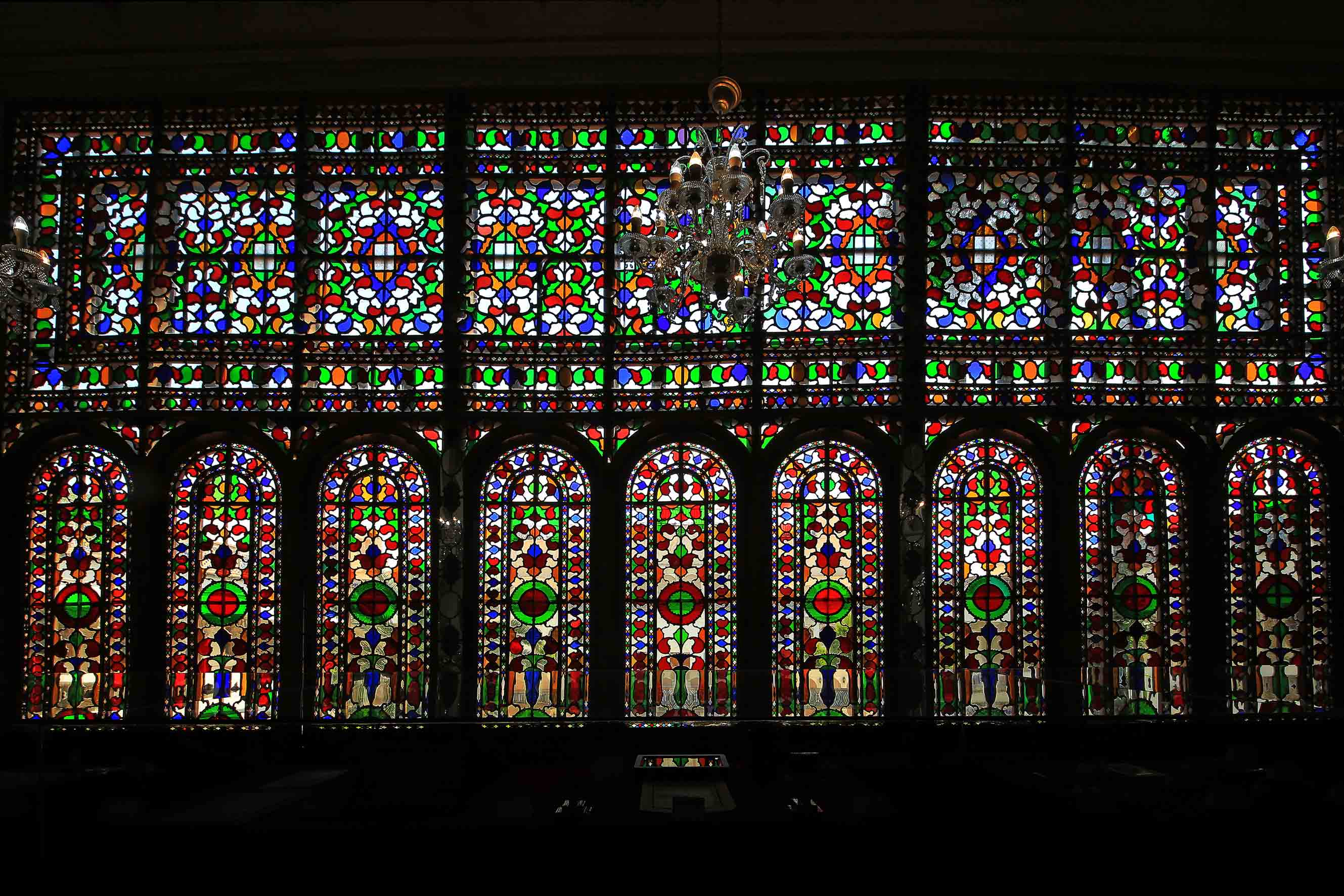
اسلیمی بکار رفته در شیشه رنگی خانه مشیرالملک

در مکتب هنری اصفهان این طرح دیر پا،به اوجی تازه رسید. در دست ساخته‌های هنرمندان سده‌های ۱۱ و ۱۲ ق اسلیمی با گوناگونی و ظرافت بسیار در تمامی زمینه‌های هنری به ویژه در کاشی کاری و قالی بافی به کار برده شده‌ است. این شکوفایی پس از برافتادن صفویان هرگز به پایهٔ نخستین بازنگشت که به خوبی در شیشه رنگی خانه مشیرالملک دیده می‌شود.

## انواع اسلیمی
طرح‌های اسلیمی انواع گوناگون دارد: «اسلیمی ساده»، «اسلیمی توپر»، «اسلیمی توخالی»، «دهن اژدری»، «خرطوم فیلی»، «ماری»، «اسلیمی پیچک» و انواع دیگر.